# 崖头街道
崖头街道，是中华人民共和国山東省威海市荣成市下辖的一个乡镇级行政单位。

## 行政区划
崖头街道下辖以下地区：
石桥子社区、三环社区、青山社区、河西社区、河东社区、沽河社区、荣兴社区、新庄社区、华侨新村社区、玉龙社区、国泰社区、康平社区、南山社区、府新社区、花园社区、荣宁社区、荣盛社区、荣安社区、台上刘家社区、亚飞社区、蜊江社区、西龙家社区、马家庄社区、蒲头社区、曙光社区、十里河社区、丰荟社区、桃园社区、神道沟村、道南姜家村、道南于家村、台上邹家村、台上楚家村、大泊子村、小泊子村、岗西村、黎明村、杨格庄村、南讲村、海崖村、碌对岛村、沟东崖村、乡宦庄村、讲上宋家村、刁家沟村、道北于家村、道北刘家村、马安屯村、前密文村、丁家村、吕家村、张家村、后密文村和夼北村。